# David Lemi
David Lemi (Apia, 10 febbraio 1982) è un rugbista samoano, giocatore-allenatore dell'Évreux.

## Biografia
Dedito originariamente al Seven, fu notato nel 2005 da Richard Hill, all'epoca allenatore del Bristol durante un torneo in Kenya e ingaggiato per il club inglese con un contratto di un anno che poi divenne un triennale poco prima della scadenza.
All'epoca Lemi era già internazionale per Samoa a XV e prese parte con la squadra alla Coppa del Mondo 2007 in Francia.
Quando nel 2009 Bristol retrocedette in Championship, il contratto non fu rinnovato e Lemi si trasferì al London Wasps; fu, ancora, parte della nazionale samoana alla Coppa del Mondo 2011 in Nuova Zelanda.
Nel 2012 fu ingaggiato da Worcester e nominato capitano della nazionale; la carriera professionistica terminò con un nuovo ritorno a Bristol, club per cui firmò nel 2014 in Championship e con cui vinse la promozione in Premiership; dopo 4 anni si trasferì in Francia a Rouen.
Dopo due anni a Rouen si è trasferito nel 2020 a Évreux, club del quale nel 2022 è diventato giocatore e allenatore dei tre quarti.